# Maria Canins
Maria Canins née le 4 juin 1949 à La Villa di Val Badia, dans la province de Bolzano dans la région Trentin-Haut-Adige, est une ancienne coureuse cycliste italienne des années 1980 et 1990.

## Biographie
Surnommée La Maman volante, Maria Canins vint tardivement à la compétition cycliste. Elle fit preuve d'une longévité exemplaire, à l'instar de sa grande rivale Jeannie Longo et obtint un palmarès exceptionnel, remportant un grand nombre d'épreuves et accumulant les titres nationaux et mondiaux dans de nombreuses disciplines, sur route comme sur piste. Elle pratiqua également le triathlon et le ski nordique.
Depuis sa retraite sportive, elle exerce le métier de cuisinière, dans l'Alta Badia, dans les Dolomites.
En 2002, Maria Canins fait partie des coureuses retenues dans le Hall of Fame de l'Union cycliste internationale.

## Palmarès

### Cyclisme sur route
| - 1982 - Championne d'Italie sur route - Médaillée d'argent du championnat du monde sur route - 1983 - 2e de la Coors Classic - Médaillée de bronze du championnat du monde sur route - 1984 - Championne d'Italie sur route - Trofeo Alfredo Binda-Comune di Cittiglio - Coors Classic : - Classement général - 1 étape - 5e étape du Postgiro - 2e du Postgiro - 5e de la course en ligne des Jeux olympiques - 1985 - Championne d'Italie sur route - Trofeo Alfredo Binda-Comune di Cittiglio - Tour de France : - Classement général - 5e, 9e, 10e, 12e, 13e et 15e étapes - Postgiro : - Classement général - 5e étape - Médaillée d'argent du championnat du monde sur route - 1986 - Tour de France : - Classement général - 1re, 7e, 10e, 12e et 14e étapes - Postgiro : - Classement général - 6e et 7e étapes - 3e du championnat d'Italie sur route - 1987 - Championne d'Italie sur route - Championne d'Italie du contre-la-montre - Tour de l'Aude : - Classement général - 5e étape - Tour du Frioul - 8e, 10e et 11e étapes du Tour de France - 2e du Tour de France - 1988 - Championne du monde du contre-la-montre par équipes (avec Monica Bandini, Roberta Bonanomi et Francesca Galli) - Championne d'Italie sur route - Championne d'Italie du contre-la-montre - Tour d'Italie : - Classement général - 5e étape - 2e et 11e étapes du Tour de France - Chrono des Herbiers - Grand Prix de France International Féminin - 2e du Tour de l'Aude - 2e du Tour de France | - 1989 - Championne d'Italie sur route - Championne d'Italie du contre-la-montre - Tour du Frioul - Chrono des Herbiers - Grand Prix de France International Féminin - 2e de l'Étoile de Vosges - 2e du Tour de France - 3e du Tour de la Drôme - Médaillée d'argent du championnat du monde du contre-la-montre par équipes - Médaillée de bronze du championnat du monde sur route - 1990 - Championne d'Italie du contre-la-montre - Tour de la Drôme : - Classement général - Prologue, 3e et 4e étapes - Trofeo Alfredo Binda-Comune di Cittiglio - Giro dei Laghi : - Classement général - 4e étape - 4e étape du Tour d'Italie - 2e du Tour d'Italie - 3e du Tour du Texas - 1991 - 2e étape du Giro dei Laghi - 1992 - Trofeo Alfredo Binda-Comune di Cittiglio - 1993 - 4e du Tour d'Italie - 1994 - 3e du championnat d'Italie du contre-la-montre - 1995 - 3e du championnat d'Italie du contre-la-montre - 9e du Tour d'Italie |

#### Résultats sur les grands Tours

##### Tour d'Italie
3 Participations : 
- 1988: 1er,  Vainqueure du classement général,  vainqueure du classement de la montagne et de la 4e étape
- 1990: 2e et vainqueure de la 7e étape
- 1993: 4e

### VTT
- 1991
  -  Championne du monde de cross-country vétérans
- 1992
  -  Championne d'Italie de cross-country
- 1993
  -  Championne du monde de cross-country vétérans

### Ski nordique
- Une Vasaloppet ( Suède)
- 11 fois Championne mondiale en catégorie vétérans
- 15 fois Championne d'Italie, sur diverses distances
- 12 Victoires au Ski Marathon de la Pusteria
- 9 Victoires consécutives à la Marcialonga
- 8 Victoires au marathon du Val Casies
- 7 Victoires au Dobbiaco

### Triathlon
Le tableau présente les résultats les plus significatifs (podium) obtenus sur le circuit international de triathlon d'hiver depuis 1997.
| Année | Compétition                                | Pays   | Position      | Temps          |
| ----- | ------------------------------------------ | ------ | ------------- | -------------- |
| 1999  | Championnats du monde de triathlon d'hiver | Italie | Médaille d'or | 2 h 1 min 7 s  |
| 1997  | Championnats du monde de triathlon d'hiver | Italie | Médaille d'or | 2 h 1 min 13 s |

## Distinctions
- Sportive italienne de l'année au Gazzetta Sports Awards : 1985 et 1986
- Prix Spécial aux Mendrisio d'Or : 1986